# Sikandar Shah Suri
 (mai 2025).
Si vous disposez d'ouvrages ou d'articles de référence ou si vous connaissez des sites web de qualité traitant du thème abordé ici, merci de compléter l'article en donnant les références utiles à sa vérifiabilité et en les liant à la section « Notes et références ».
Sikandar Shah Suri fut le dernier sultan de la dynastie Sur à régner sur l'Hindoustan, de février 1555 jusqu'à sa défaite le 22 juin 1555, et l'avant-dernier souverain des Surides. Sa défaite face à Humayun et la perte de Delhi marquèrent la fin des 15 années de règne de l'empire Sur sur le trône de l'Hindoustan, bien que les Suris continuèrent à régner sur les parties orientales de l'empire pendant une année supplémentaire.

## Jeunesse
Le véritable nom de Sikandar Shah Suri était Ahmad Khan Suri. Il était le beau-frère du sultan Muhammad Adil Shah. Il fut gouverneur de Lahore avant de déclarer son indépendance de Delhi en 1555.

## Règne
Après être devenu sultan indépendant et avoir pris le contrôle du Pendjab, il marcha vers le territoire contrôlé par le sultan Ibrahim Shah Suri. Ibrahim fut vaincu lors d'une bataille à Farah, en Inde, près d'Agra, et Sikandar prit possession de Delhi et d'Agra. Tandis que Sikandar était occupé par sa lutte contre Ibrahim, Humayun s'empara de Lahore en février 1555. Un autre détachement de ses forces s'empara de Dipalpur. Ensuite, l'armée moghole occupa Jalandhar et sa division avancée se dirigea vers Sirhind. Sikandar envoya une force de 30 000 chevaux, mais ceux-ci furent vaincus par l'armée moghole lors d'une bataille à Machhiwara et Sirhind fut occupée par les Moghols. Sikandar, à la tête d'une armée de 80 000 chevaux, rejoignit l'armée à Sirhind. Le 22 juin 1555, il fut vaincu par l'armée moghole et contraint de se retirer dans les collines de Sivalik, dans le nord du Pendjab. Les Moghols victorieux marchèrent sur Delhi et l'occupèrent.

## Jours ultérieurs
Fin 1556, Sikandar reprit son activité. Il vainquit le général moghol Khizr Khwaja Khan à Chamiari (actuellement dans le district d'Amritsar) et commença à collecter des impôts à Kalanaur. Bairam Khan envoya Khan Alam (Iskandar Khan) pour aider Khizr Khwaja Khan. Finalement, le 7 décembre 1556, Akbar et Bairam Khan quittèrent Delhi pour s'occuper de lui. Sikandar se retira de nouveau chez les Sivaliks et se réfugia au fort de Mau, sous le royaume de Nurpur. Après six mois de résistance depuis le fort assiégé, Sikandar capitula le 25 juillet 1557. Son partisan local, Raja Bakht Mal, Raja de Nurpur, fut emprisonné à Lahore puis décapité sur ordre de Bairam Khan. Sikandar fut envoyé au Bihar où il mourut en 1559.

## Sources
- Majumdar, R.C. (ed.) (2007). The Mughul Empire, Mumbai: Bharatiya Vidya Bhavan,  (ISBN 81-7276-407-1[à vérifier : ISBN invalide]), p. 94-6, p. 106-7
- "Battles for India at Sirhind". Times of India Blog. 18 March 2018. Retrieved 25 October 2022.